# Kasteel Zwaluwenhof
Kasteel Zwaluwenhof (ook: Landhuis De Zwaelmen) is een kasteel met landgoed in de tot de Antwerpse gemeente Hoogstraten behorende plaats Meer, gelegen aan de John Lijsenstraat 54-56.

## Geschiedenis
Het landhuis werd gebouwd omstreeks 1904 in opdracht van Louis Lysen, bankier te Brussel. Het landhuis ligt in een groot park met vijvers, moerassen, bruggetjes, weiden en bossen. Ook is er een ijskelder. 
Tot in 1934 werd het bewoond door de dochter Lysen en haar echtgenoot, luitenant-generaal Léon de Witte de Haelen.
Omstreeks 1935 werd de zoon van Louis, L. Lysen, de bewoner van dit huis. Diens broer, John Lysen, liet toen Kasteel ter Meiren bouwen op het westelijk deel van het goed, dat aldus gesplitst werd.

## Gebouw
Het landhuis was oorspronkelijk in cottagestijl, maar het werd in het 3e kwart van de 20e eeuw sterk gewijzigd. Het interieur is nog stijlvol.
Tot de bijgebouwen behoren paardenstallen, koetshuis en een serre.